# Eastview (MONKEY MAJIKのアルバム)
『eastview』(イーストビュー)は、日本のポップ・ロックバンド、MONKEY MAJIKの2枚目のオリジナルアルバム。

## 概要
- フルアルバムのリリースは『SPADE』以来2年ぶりとなる。
- メンバー・漆坂ミサオが現ベース・DICKと入れ替わる形で脱退。

漆坂が作った楽曲のストックはメジャーデビュー初期の頃までリリースされていた。
- M3『All my life』は、同年7月発売『PREMIUM BOX』にて全編英語詞で収録されており、ベストアルバムの初収録は『BEST 2000-2005』にはPREMIUM BOX版が収録されている為、『20th Anniversary BEST 花鳥風月』が厳密な初収録となっている。

## 収録曲
- 全曲作詞作曲・Maynard,Blaise
- 作詞・Maynard,Blaise,Misao(M4,9)
- 作詞・Maynard,Blaise,tax(M2・3,8)

1. One moment
2. Livin' in the sun
3. All my life
4. カモメ
5. 1996
6. I was waiting
7. Inside
8. カンパイ
9. Decay
10. Apology Accepted
11. Take

## タイアップ
| 曲名       | タイアップ                                                                |
| One moment | スノーボードドミュメンタリームービー・「bd(ビーディー)」BGM               |
| カモメ     | NHK仙台放送局・東北6県ブロックネット番組「なっとく!古今東西」テーマソング |
| Take       | ムラサキスポーツCMソング                                                  |